# Hardegarijp
Hardegarijp (Fries, officieel: Hurdegaryp, [hödəɡa’rip]) is een dorp in de gemeente Tietjerksteradeel, in de Nederlandse provincie Friesland. Sinds 1989 is de officiële naam Hurdegaryp. Het dorp is gelegen aan de Groningerstraatweg van Leeuwarden naar Groningen (N355).
Anno 2018 is Hardegarijp een forensendorp met veel nieuwbouw. In 2023 telde het 5.030 inwoners.

## Naamsverklaring
De naam Hardegarijp zou volgens de Encyclopedie van Friesland kunnen betekenen: de harde streek op een smalle landstrook. Het Friese woord voor streek is namelijk gea, en een smalle landstrook is in het Latijn een ripa, of in het Frans een rive. Die landstrook bevond zich aan de huidige Zomerweg ten zuiden van het tegenwoordige dorp. De Zomerweg was een deel van de verbindingsweg tussen Leeuwarden en Groningen.

## Historie
Hardegarijp is al in de 13e eeuw of eerder ontstaan. Het dorp heeft niet altijd op de plaats gelegen waar de kern tegenwoordig ligt. De "reep met harde grond", bestaande uit zandgrond, ligt ongeveer bij de huidige Zomerweg. Geologisch gezien is goed te verklaren dat men zich hier vestigde. De landerijen rondom Hardegarijp bestaan uit ingeklonken zeeklei. Het dorp zelf lag en ligt iets hoger omdat zand niet inklinkt. Naar verluidt kwamen inwoners van het nabijgelegen dorp Tietjerk zelfs met hun vee naar Hardegarijp als te veel landerijen blank stonden.
Daar waar tegenwoordig het ijsbaancomplex It Koopmans-boskje/Kanovijver is gesitueerd, stond vanaf de 13e eeuw een uit kloostermoppen opgetrokken kerk met zadeldak. De straatnaam Preesterlânswei herinnert nog aan de landerijen behorende bij de kerk uit die tijd. Daarnaast worden er nog kapotte middeleeuwse dakpannen en stenen gevonden op het naastgelegen volkstuinencomplex, waarschijnlijk afkomstig van deze kerk.
Eind veertiende eeuw werd in Hardegarijp de Grovestins gebouwd. Het bouwwerk leek op de Schierstins in Veenwouden, die vandaag de dag nog wel bestaat. De Grovestins werd in 1829 afgebroken na een brand. Tegenwoordig zijn de omtrekken van de gracht nog wel terug te vinden, bij het Hoeksterpaed. Onderstaande link geeft meer informatie over de historie van de Grovestins.
In de loop van de zeventiende en achttiende eeuw verplaatste de dorpskom zich naar het noorden en in 1711 werd een begin gemaakt met de bouw van de tegenwoordige kerk aan de Rijksstraatweg. Een aantal grafzerken uit de oude kerk werden in de toegangsruimte van de nieuwe kerk in de binnenmuur gemetseld.
De bevolking van Hardegarijp was voor het overgrote deel agrarisch gericht. Een aantal statige boerderijen langs de Rijksstraatweg en Zomerweg herinneren hier nog aan. Het dorp heeft echter zijn vooruitgang vooral te danken aan de laagveenderijen eromheen. De naam Burgerveenstervaart herinnert nog aan die tijd van de uitveenderij.
In 1830 werd de Zwarteweg die van 1528 tot 1531 was aangelegd, doorgetrokken als rijksweg naar Groningen. Hardegarijp werd een halteplaats van de postkoets, het officiële dorpswapen is dan ook een koperen posthoorn, op een rood-zwart-rode achtergrond, verticaal gescheiden door twee dunne witte strepen.
In Wandelingen van mijnen oud-oom den opzigter – in 1841 door M. de Haan-Hettema, uitgegeven bij W. Eekhof te Leeuwarden – wordt Hurdegaryp beschreven als: "Een vrij lange streek huizen met kerk in het midden". Lopend over het Slagtepad (de huidige Slachtedyk) constateert de schrijver: "Dit smalle voetpad aan weerskanten door eene sloot afgescheiden van het met poelen en moerassen doorsneden rietveld bood niets ter beschouwing aan."

## Cultuur

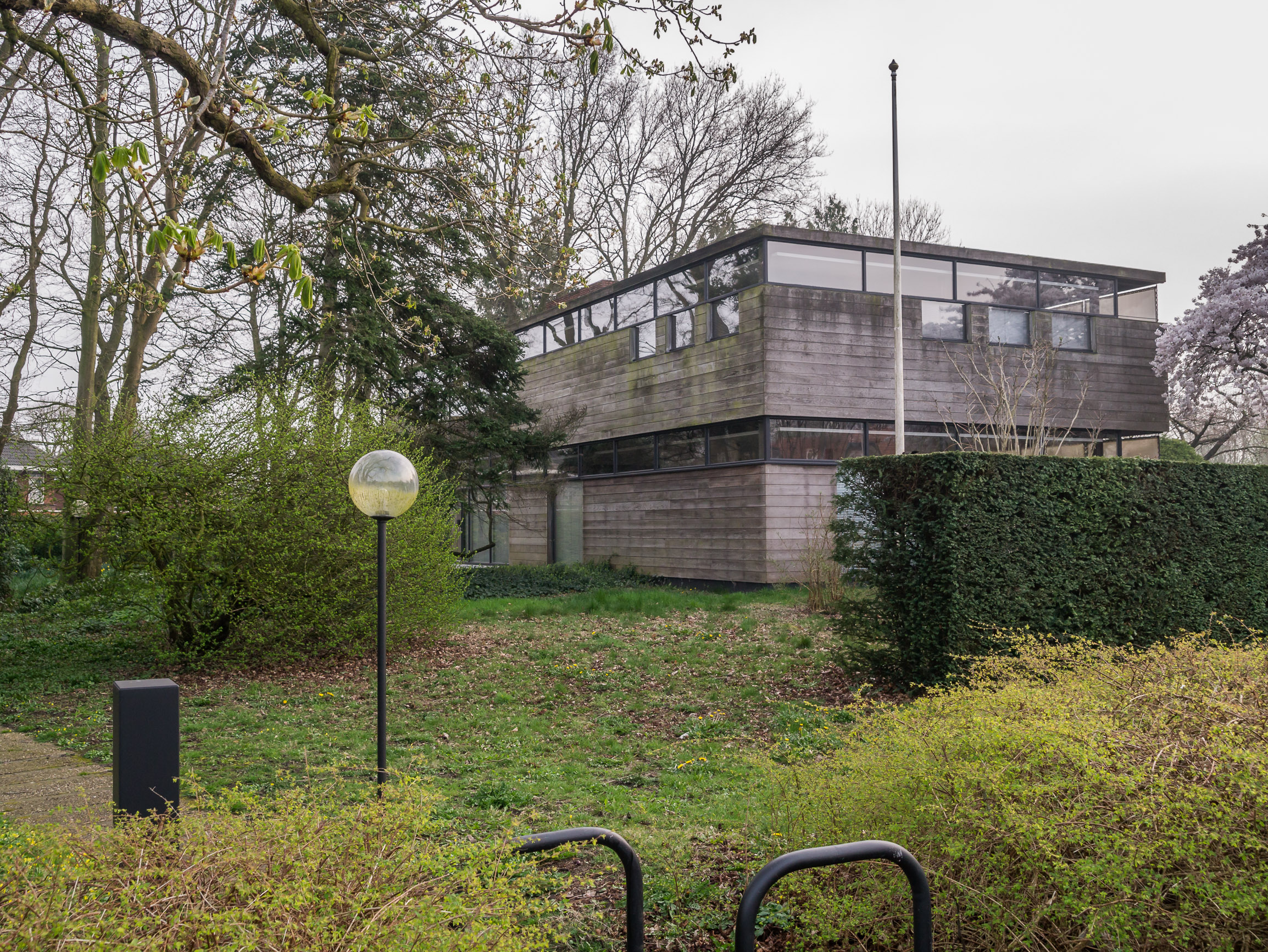
Woonhuis/atelier van Bonnema

Hardegarijp kent de oudste Friese toneelvereniging. De vereniging, MRV Tesselschade bestaat sinds 1870.

### Rijksmonumenten
Hardegarijp was de woonplaats van de architect Abe Bonnema. Het door hemzelf ontworpen woonhuis uit 1963 is sinds 2014 een rijksmonument. Het werd aangekocht door de vereniging Hendrick de Keyser. Anno 2018 is de consul-generaal van Mauritanië er gevestigd.

## Natuur
Ten noorden van het dorp ligt natuurgebied het Bûtenfjild. Ten westen ligt de voormalige zandwinningsput Het Zwarte Gat, met rondom wat bosjes. Ten zuiden ligt de Kanovijver (ook wel: Koopmansboskje), onder andere biotoop van de ijsvogel en een plek waar 's winters veel wordt geschaatst vanwege de beschutte ligging. Ten zuidoosten ligt het natuurgebied De Dobben.

## Verkeer
In 2016 is ten behoeve van het doorgaande verkeer over de provinciale weg Leeuwarden - Groningen aan de noordzijde van Hardegarijp een rondweg aangelegd. Op station Hurdegaryp aan de spoorlijn Groningen - Leeuwarden stopt twee keer per uur een trein in beide richtingen.

## Voorzieningen
- Treinstation Hurdegaryp
- Tjalling Koopmans College

## Sport
- VV Hardegarijp
- Hardegarijper Basketball Vereniging Hornets
- Kaatsvereniging "Reitsje Him"
- "Iisclub Hurdegaryp"
- Hardegarijp Sport Vereniging H.S.V
- Tennisvereniging Galefjild
- Paarden Sport Vereniging (PSV) de Ypeyruiters (opgericht op 21-11-1934)
- Volleybalclub Hardegarijp

## Bevolkingsontwikkeling
| 1999  | 2002  | 2003  | 2004  | 2005  | 2006  | 2007  | 2009  | 2010  | 2011  | 2012  | 2013  | 2016  | 2018  | 2019  | 2020  | 2021  | 2022  | 2023  |
| ----- | ----- | ----- | ----- | ----- | ----- | ----- | ----- | ----- | ----- | ----- | ----- | ----- | ----- | ----- | ----- | ----- | ----- | ----- |
| 4.863 | 5.126 | 5.120 | 5.101 | 5.047 | 5.064 | 5.034 | 4.941 | 4.898 | 4.885 | 5.028 | 5.112 | 4.790 | 4.825 | 4.925 | 5.045 | 4.995 | 5.025 | 5.025 |

## Geboren in Hardegarijp
- Hendrik Algra (1896-1982), onderwijzer, journalist en politicus
- Gerlof Bontekoe (1900-1988), burgemeester
- Jan Postma (1932-2015), schrijver
- Oege Feitsma (1935), politicus
- Koop Scholten (1937), pedagoog
- Welmoed Sijtsma (1990), presentatrice

## Overleden in Hardegarijp
- Jacobus Engelsma Mebius (1749-1838), predikant te Hardegarijp
- Willem van der Veen (1948-2002), Predikant, Schrijver